# تقویت‌کننده بار
تقویت‌کننده‌های بار (به انگلیسی: charge amplifier)، یک انتگرال‌گیر جریان الکترونیکی است که ولتاژ خروجی متناسب با مقدار انتگرال جریان ورودی یا کل بار تزریق‌شده تولید می‌کند.

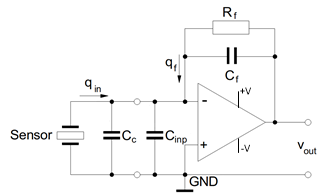
طرح‌واره تقویت‌کننده بار با یک حسگر پیزوالکتریک

تقویت‌کننده جریان ورودی را با استفاده از یک خازن مرجع بازخورد جبران می‌کند و ولتاژ خروجی را به‌طور معکوس متناسب با مقدار خازن مرجع اما متناسب با کل بار ورودی در طول دوره زمانی مشخص تولید می‌کند؛ بنابراین مدار به عنوان مبدل بار به ولتاژ عمل می‌کند. بهره مدار به مقادیر خازن بازخورد بستگی دارد.
تقویت‌کننده بار توسط والتر کیستلر در سال ۱۹۵۰ اختراع شد.

## طراحی
تقویت‌کننده‌های بار معمولاً با استفاده از تقویت‌کننده عملیاتی یا سایر مدارهای نیم‌رسانا با بهره بالا با یک خازن بازخورد منفی Cf ساخته می‌شوند.
علامت بار ورودی qin گره وارون‌ساز و بار بازخورد qf از خروجی جریان می‌یابد. طبق قوانین مدار کیرشهوف، آنها یکدیگر را جبران می‌کنند.
{\displaystyle v_{out}={\frac {q_{f}}{C_{f}}}=-{\frac {q_{in}}{C_{f}}}}
{\displaystyle q_{in}=-q_{f}} .
امپدانس ورودی مدار به دلیل اثر میلر تقریباً صفر است. از این رو تمام ظرفیت‌خازن‌های سرگردان (خازن کابل، ظرفیت‌خازنی ورودی تقویت‌کننده‌های بار و غیره) عملاً زمین هستند و هیچ تأثیری بر سیگنال خروجی ندارند.
مقاومت فیدبک Rf خازن را تخلیه می‌کند. بدون Rf بهره DC بسیار زیاد خواهد بود به طوری که حتی جریان آفست ورودی DC کوچک تقویت‌کننده‌های بار عملیاتی به شدت در خروجی تقویت می‌شود. Rf و Cf حد فرکانس پایین تقویت‌کننده بار را تنظیم می‌کنند.
{\displaystyle f_{l}={\frac {1}{2\pi R_{f}C_{f}}}}
به دلیل اثرات DC توصیف شده و مقاومت‌های جداگانه محدود در تقویت‌کننده‌های بار عملی، مدار برای اندازه‌گیری بارهای ساکن مناسب نیست. با این حال، تقویت‌کننده‌های بار با کیفیت بالا امکان اندازه‌گیری شبه‌استاتیک را در فرکانس‌های زیر ۰٫۱ هرتز فراهم می‌کنند. برخی از سازندگان نیز به جای Rf از کلید ریسِت برای تخلیه دستی Cf قبل از اندازه‌گیری استفاده می‌کنند.

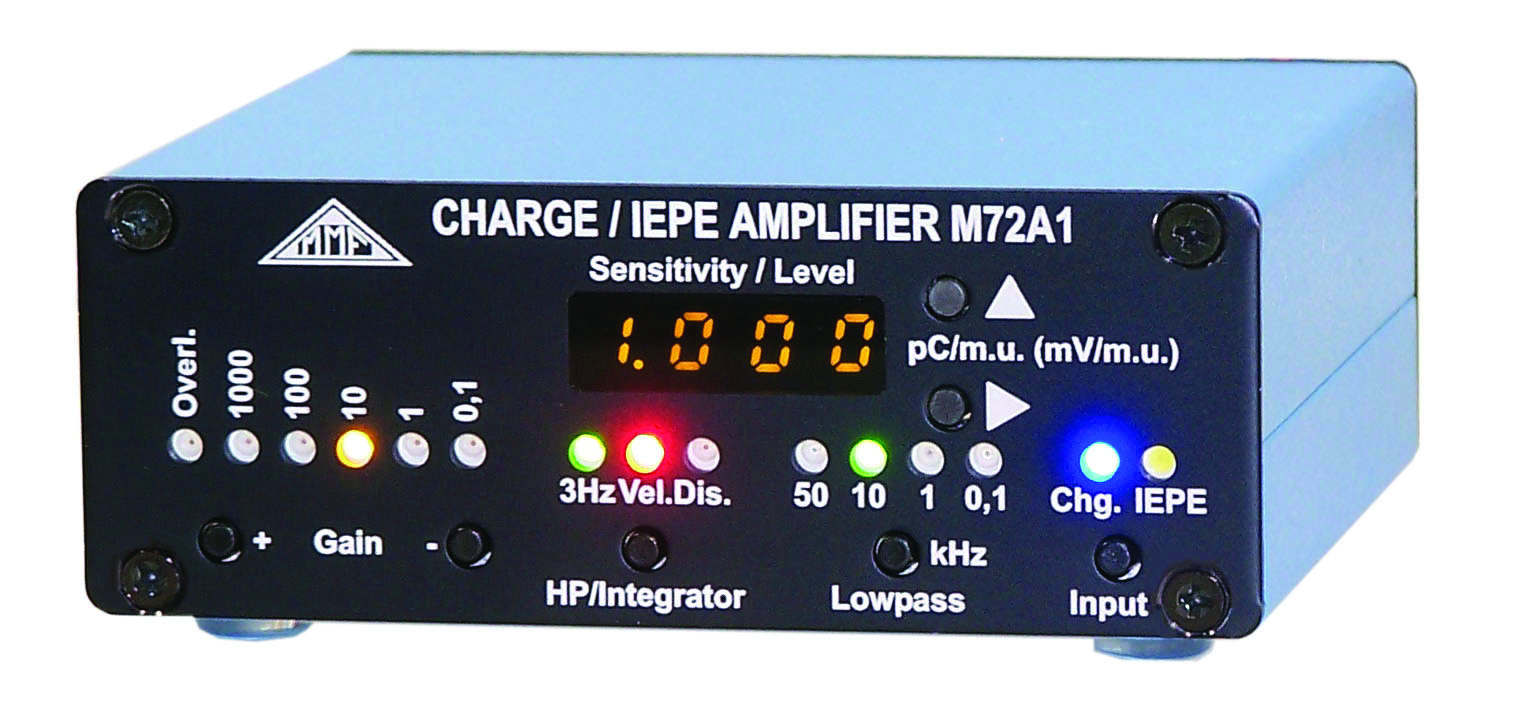
تقویت‌کننده‌های بار بار حسگرهای پیزوالکتریک

تقویت‌کننده‌های بار عملی معمولاً شامل طبقات اضافی مانند تقویت‌کننده‌های ولتاژ، تنظیم حساسیت مبدل، فیلترهای بالا و پایین گذر، انتگرال‌گیرها و مدارهای نظارت سطح‌ولتاژ هستند.
سیگنال‌های بار در ورودی تقویت‌کننده بار می‌تواند به اندازه مقداری fC باشد (فِمتوکولن = 10-15 C). یک اثر مزاحم کابل‌های حسگر کواکسیال رایج، تغییر بار در هنگام خم شدن کابل است. حتی حرکت خفیف کابل ممکن است سیگنال‌های بار قابل‌توجهی تولید کند که از سیگنال حسگر تشخیص‌پذیر نیستند. کابل‌های ویژهٔ کم نویز با پوشش رسانای جداسازی داخلی برای به حداقل رساندن چنین اثراتی توسعه یافته‌اند.

## کاربردها
کاربردهای متداول شامل تقویت سیگنال‌های افزاره‌هایی مانند حسگرهای پیزوالکتریک و فوتودیودها است که در آن خروجی بار از افزاره به ولتاژ تبدیل می‌شود.
تقویت‌کننده‌های بار نیز به‌طور گسترده در ابزارهای اندازه‌گیری تابش یونیزان، مانند شمارنده تناسبی یا شمارنده سوسوزن استفاده می‌شوند، که در آن انرژی هر پالس تابشی شناسایی شده در اثر یک رویداد یونیزان باید اندازه‌گیری شود. ادغام پالس‌های بار از آشکارساز، تبدیل انرژی پالس ورودی به خروجی پیک ولتاژ را می‌دهد، که سپس می‌تواند برای هر پالس اندازه‌گیری شود. معمولاً این به مدارهای تشخیص یا یک تحلیلگر چندکاناله می‌رود.
کاربردهای بیشتر در مدار بازخوانی تصویرگرهای CCD و آرایه‌های آشکارساز پرتو ایکس صفحه تخت است. این تقویت‌کننده قادر است بار بسیار کوچک ذخیره شده در یک خازن درون پیکسلی را به سطح ولتاژی تبدیل کند که به راحتی قابل پردازش باشد. برخی از تقویت‌کننده‌های پیکاپ گیتار نیز از تقویت‌کننده بار استفاده می‌کنند.
از مزایای تقویت‌کننده‌های بار می‌توان به موارد زیر اشاره کرد:
- اندازه‌گیری شبه‌ایستا را در موقعیت‌های خاص، مانند فشارهای ثابت روی پیزو به مدت چند دقیقه فعال می‌کند[۲]
- مبدل‌های پیزوالکتریک با خروجی بار و تقویت‌کننده‌های بار خارجی را می‌توان در دماهای بالاتر نسبت به مبدل‌های الکترونیکی داخلی استفاده کرد[۲]
- برخلاف تقویت‌کننده‌های ولتاژ که به شدت تحت تأثیر ظرفیت‌خازنی ورودی تقویت‌کننده و ظرفیت‌خازنی موازی کابل قرار می‌گیرند، بهره فقط به خازن بازخورد بستگی دارد[۲][۳]